# باب بیگ
باب بیگ (انگلیسی: Bob Bigg; ۱۱ مارس ۱۹۱۱ – ۱۹۸۱ (۶۹−۷۰ سال)) بازیکن فوتبال اهل بریتانیا بود.
از باشگاه‌هایی که در آن بازی کرده‌است می‌توان به باشگاه فوتبال کریستال پالاس و باشگاه فوتبال ردهیل اشاره کرد.